# Der Schatten des Folterers
Der Schatten des Folterers ist der erste von vier Romanen im Science-Fantasy-Zyklus Das Buch der neuen Sonne des US-amerikanischen Autors Gene Wolfe. Er wurde erstmals 1980 als The Shadow of the Torturer von Simon & Schuster veröffentlicht. Auf Deutsch wurde der Roman unter dem Titel Der Schatten des Folterers publiziert, der in der Übersetzung durch Reinhard Heinz 1984 bei Heyne erschien.
Es erzählt die Geschichte von Severian, einem Lehrling der Gilde der Folterer, von seiner Jugend bis zu seinem Ausschluss aus der Gilde und der anschließenden Reise aus seiner Heimatstadt Nessus.

## Handlung
Severian, ein Lehrling in der Gilde der Folterer, überlebt nur knapp ein Bad im Fluss Gyoll. Auf seinem Weg zurück zur Zitadelle schleichen sich Severian und mehrere andere Lehrlinge in die Nekropolis, wo Severian auf Vodalus trifft, einen legendären Revolutionär. Vodalus raubt zusammen mit zwei anderen, darunter eine Frau namens Thea, ein Grab aus. Vodalus und seine Gefährten werden von Söldnern angegriffen. Severian rettet Vodalus das Leben, erhält sein Vertrauen und als Belohnung eine Münze.
Kurz bevor Severian zum Gesellen erhoben wird, trifft er auf Thecla, eine schöne aristokratische Gefangene, und verliebt sich in sie. Theclas Verbrechen wird nie klargestellt, obwohl impliziert wird, dass sie aus politischen Gründen inhaftiert ist. Sie ist die Halbschwester von Thea ist, der Geliebten von Vodalus. Dieser ist der Autarch des Commonwealth möchte Thecla benutzen, um Vodalus zu fangen. Als Thecla schließlich gefoltert wird, hat Severian Mitleid mit ihr und verhilft ihr zum Selbstmord, indem er ein Messer in ihre Zelle schmuggelt und damit seinen Eid gegenüber der Zunft bricht.
Obwohl Severian damit rechnet, gefoltert und hingerichtet zu werden, entsendet der Meister der Zunft Severian stattdessen nach Thrax, einer fernen Stadt, die einen Henker braucht. Meister Palaemon gibt Severian ein Empfehlungsschreiben an den Archon der Stadt und „Terminus Est“, ein prächtiges Schwert der Henker. Er verlässt das Hauptquartier der Zunft und reist durch die verfallende Stadt Nessus. Schließlich stößt er auf ein Gasthaus, wo er den Wirt zwingt, ihn aufzunehmen. Er wird gebeten, das Zimmer mit anderen Kostgängern zu teilen. Seine Mitbewohner sind der riesige Baldanders und Dr. Talos, die als Spielleute reisen. Sie laden Severian ein, sich ihnen ein als Schauspieler bei einem Theaterstück anzuschließen, das am selben Tag aufgeführt wird. Während des Frühstücks gelingt es Dr. Talos, die Kellnerin Jolenta für sein Stück zu rekrutieren, und sie machen sich auf den Weg auf die Straße.
Severian hat nicht die Absicht teilzunehmen, trennt sich von der Gruppe und hält bei einem Lumpenladen an, um einen Mantel zu kaufen, um seinen Fuligin-Umhang (die Uniform seiner Gilde, die jedem Schrecken einflößt) zu verstecken. Der Laden gehört einem Zwillingspärchen, Bruder und einer Schwester. Der Bruder interessiert sich sofort für Terminus Est, aber Severian weigert sich, das Schwert zu verkaufen. Kurz darauf betritt ein maskierter und gepanzerter „Hipparch“, ein gepanzerter Kavallerie-Offizier, den Laden und fordert Severian zu einem Duell heraus. Severian, der glaubt, dass dies eine indirekte Falle des Autarchen sei, ihn für sein Verbrechen hinzurichten, muss akzeptieren. Er geht mit der Agia, der Schwester aus dem Laden, um eine „Averne“ zu sichern. Eine Averne ist eine tödliche Pflanze, die für Duelle verwendet wird. Während sie zum Duellplatz gehen, drängt Agia ihn in einem Fiaker zu fahren, um schneller den Duellplatz zu erreichen und somit einen Vorteil dem Herausforderer gegenüber zu haben.
Agia drängt den Kutscher zu immer schneller Fahrt an, woraufhin dieser die Kontrolle über die Kutsche verliert und in die Kathedrale der Pelerinen – zuweilen auch Kathedrale der Klaue genannt – rast und ihn zerstört. Im Anschluss wird Agia beschuldigt aus diesem Heiligtum ein religiöses Artefakt, die Klaue, gestohlen zu haben. Nach einer ergebnislosen Durchsuchung wird sie freigelassen und macht sich mit Severian zum Botanischen Garten auf. Dieser ist ein großes Wahrzeichen von Nessus, das vom mysteriösen Vater Inire geschaffen wurde. Während ihres Besuchs des Gartens erleben sie seltsame hypnotische Illusionen.
Innerhalb der Gärten fällt Severian in einen See, in dem die Toten beerdigt wurden, und während er sich herauszieht, findet er eine junge Frau namens Dorcas, die ebenfalls aus dem See gekommen ist. Benommen und verwirrt folgt die Frau Severian und Agia. Severian pflückt eine Averne mit Hilfe eines Mannes namens Hildegrin, den er seit der Nacht, in der sie sich in der Nekropolis trafen, als Gefährtin von Vodalus erkennt. Agia, Severian und Dorcas gehen zu einem Gasthaus in der Nähe des Duellplatzes. Beim Abendessen erhält Severian eine mysteriöse Notiz, die ihn vor einer der beiden Frauen warnt. Nach dem Abendessen kämpft Severian im Duell und überlebt auf wundersame Weise, obwohl er von der Averne gestochen wird.
Als Severian wieder aufwacht, findet er sich in einem Lazarett wieder. Nachdem er Dorcas gefunden und identifiziert hat, wird er aufgefordert, eine Hinrichtung durchzuführen. Der Gefangene entpuppt sich als sein Gegner, Agias Bruder. Er richtet ihn hin, nachdem er erfahren hat, dass Agia Severian verkleidet herausgefordert hatte, während ihr Bruder ihn mit der Averne bekämpfte. Dies gehörte zu deren Plan, ihn zu töten und Terminus Est zu stehlen.
Severian setzt seine Reise nach Thrax fort und Dorcas begleitet ihn. Beim Durchsuchen seiner Sachen findet Severian die Klaue des Schlichters. Anscheinend hat Agia die Klaue von dem Altar gestohlen, den sie zerstört haben, und sie in Severians Habseligkeiten gelegt, in dem Wissen, dass sie selbst durchsucht werden würde. Schließlich treffen Severian und Dorcas auf Dr. Talos, Baldanders und Jolenta, die bereit sind, das Stück aufzuführen, zu dem sie Severian am Morgen des Vortages eingeladen hatten. Severian hilft bei dem Stück, und am nächsten Tag macht sich die Gruppe auf den Weg zum großen Tor, das aus Nessus herausführt, wo sie einen Mann namens Jonas treffen. Als sie durch das Tor gehen, gibt es plötzlich einen Tumult und die Erzählung endet abrupt.

## Rezeption
Greg Costikyan rezensierte Der Schatten des Folterers und Die Klaue des Schlichters im Ares magazine #9und kommentierte:

“This is fantasy as it should be written; portentous events, marvelous beings, wielders of great powers, a land of terror and delight. If Wolfe never writes another word, he will have made his mark”

„Das ist Fantasy, wie sie geschrieben werden sollte; unheilvolle Ereignisse, wunderbare Wesen, Träger großer Mächte, ein Land des Schreckens und der Freude. Wenn Wolfe nie wieder ein Wort schreibt, hat er sich einen Namen gemacht.“

## Awards
Der Schatten des Folterers gewann den World Fantasy Award und den British Science Fiction Association Award als bester Roman des Jahres. Unter anderen jährlichen Auszeichnungen für Fantasy- oder Science-Fiction-Romane belegte es den zweiten Platz für den Locus, den dritten Platz für den John W. Campbell Memorial Award und war ein Finalist für den Nebula Award.

## Trivia
1987 ordnete das Magazin Locus The Shadow of the Torturer auf Platz vier unter den 33 „Besten Fantasy-Romanen aller Zeiten“ ein, basierend auf einer Umfrage unter Abonnenten. Eine ältere Ausgabe der Website verlinkt mehrere Seiten, die die Ergebnisse mehrerer Umfragen und ein paar andere Informationen enthalten. Locus-Abonnenten stimmten nur für zwei Mittelerde-Romane von J. R. R. Tolkien und Der Magier von Erdesee von Ursula K. Le Guin vor Wolfes Der Schatten des Folterers. Dritte und vierte Ränge wurden in der Wiedergabe von 1998 der Umfrage ausgetauscht, die Wolfes „Buch der Neuen Sonne“ und Le Guins Erdsee-Serien als einzelne Einträge betrachtete.

## Comic
Der Roman wurde von Ted Naifeh (Innovation Publishing, 1991) als Comicserie „The Shadow of the Torturer“ adaptiert. Es wurde nach drei von sechs geplanten Ausgaben abgesetzt.

## Ausgaben
- The Shadow of the Torturer. Simon & Schuster, 1980, ISBN 0-671-25325-5.
  - Der Schatten des Folterers. Heyne, 1984, ISBN 3-453-31008-X.